# Линдовер, Станислав Александрович
Станислав Александрович Линдове́р (род. 21 марта 1972, Ленинград) — российский культурист, мастер спорта по бодибилдингу, чемпион Европы в категории классический бодибилдинг 180+.

## Биография
Станислав Линдовер родился 21 марта 1972 года в Ленинграде. В детстве Станислав отличался худощавым телосложением и слабым здоровьем, переболел тяжелой ангиной. Осложненная стрептококковая инфекция привела к развитию ревматизма и порока сердца. В возрасте 17 лет Линдовер увлекся культуризмом и начал тренироваться в тренажёрном зале.
В 1988 году окончил среднюю школу № 488.
В 1997 году окончил Санкт-Петербургский университет путей сообщения по специальности «Мосты и тоннели».
В 2000 году окончил Колледж фитнеса и бодибилдинга имени Бена Вейдера (Санкт-Петербург).
Линдовер начал свою спортивную карьеру в качестве администратора спортклуба. В 2006 году Линдовер впервые вышел на большую сцену, продолжил тренировки под руководством Андрея Пугачева.
В 2008 году в результате несчастного случая получил травму, которая повлекла полное поражение лучевого нерва.
В конце декабря 2015 года спортсмену был диагностирован порок аортального клапана. Линдовер пересмотрел подход к тренировкам и разработал фитнес-программу на основании показателей артериального давления и частоты пульса. В 2015 году он решает полностью посвятить себя тренерской деятельности.
23 сентября 2016 года Линдоверу в Федеральном Центре сердца, крови и эндокринологии им. В. А. Алмазова (Санкт-Петербург) была сделана операция на сердце по пересадке сердечного клапана, длившаяся более трёх часов.
Работает также как персональный тренер.

## Личная жизнь
В 19 лет Станислав женился, в возрасте 21 год брак распался.
Второй брак был заключён в 1996 году, со второй женой развёлся в 2011 году. В 2000 году родилась дочь Вероника Линдовер, учится в Педиатрическом университете.
Третья жена с 2018 года — Маргарита Киричук, родилась 14 сентября 1970 года, окончила тот же Колледж бодибилдинга и фитнеса им. Бена Вейдера, имеет опыт тренерской работы с 2003 года, мастер спорта России по спортивной гимнастике, мастер спорта России по бодибилдингу (номинация бодифитнес), чемпионка (2009 г.) и многократная призёрка кубка Санкт-Петербурга, неоднократная призёрка Кубка России и Восточной Европы. Оба супруга проводят индивидуальные консультации и тренировки. Семья часто проводит совместные тренировки и много путешествует. У Маргариты есть сын Максим Сергеевич Киричук, родившийся 23 октября 1995 года.
Есть родной брат Константин, который старше Станислава ровно на 13 месяцев, генеральный директор ООО «Тамга».

## Антропометрические данные
- Рост — 183 см
- Вес в межсезонье — 115—121
- Вес соревновательный — 105—110 кг

## Спортивные достижения
- Весна 2011 — 1-е место на чемпионате Европы по бодибилдингу в категории «классический бодибилдинг» 180+ и 2-е место в категории «парный бодибилдинг»[2]
- Весна 2014 — 1-е место на открытом кубке Санкт-Петербурга по бодибилдингу и фитнесу
- Весна 2014 — 1-е место на чемпионате России по бодибилдингу